# Araeococcus
Die Araeococcus sind eine Pflanzengattung aus der Unterfamilie Bromelioideae in der Familie der Bromeliengewächse (Bromeliaceae). Die etwa neun Arten sind von Zentral- bis ins nördliche Südamerika verbreitet.

## Beschreibung
Die Araeococcus-Arten wachsen als ausdauernde krautige Pflanzen. Sie können epiphytisch, lithophytisch oder seltener terrestrisch wachsen. Es sind relativ kleine Arten mit geringen Trichterdurchmessern und Blütenständen, die bis zu 1 m lang sind. Sie bilden durch Kindel kleine Bestände oder wachsen durch Ausläufer rasenförmig (Araeococcus flagellifolius). Die wechselständig und in einer grundständigen Rosette angeordneten Laubblätter bilden schlanke, höher als breite Blatttrichter, die bei Araeococcus flagellifolius fast binsenartig wirken. Die derben Blattspreiten sind breit bis bei Araeococcus flagellifolius peitschenartig schmal (Artepitheton flagellifolius für peitschenartiges Blatt) und enden in einer Stachelspitze. Die Blattränder sind glatt oder gesägt, stachelig bewehrt. Die Blattflächen sind mit Saugschuppen bedeckt.

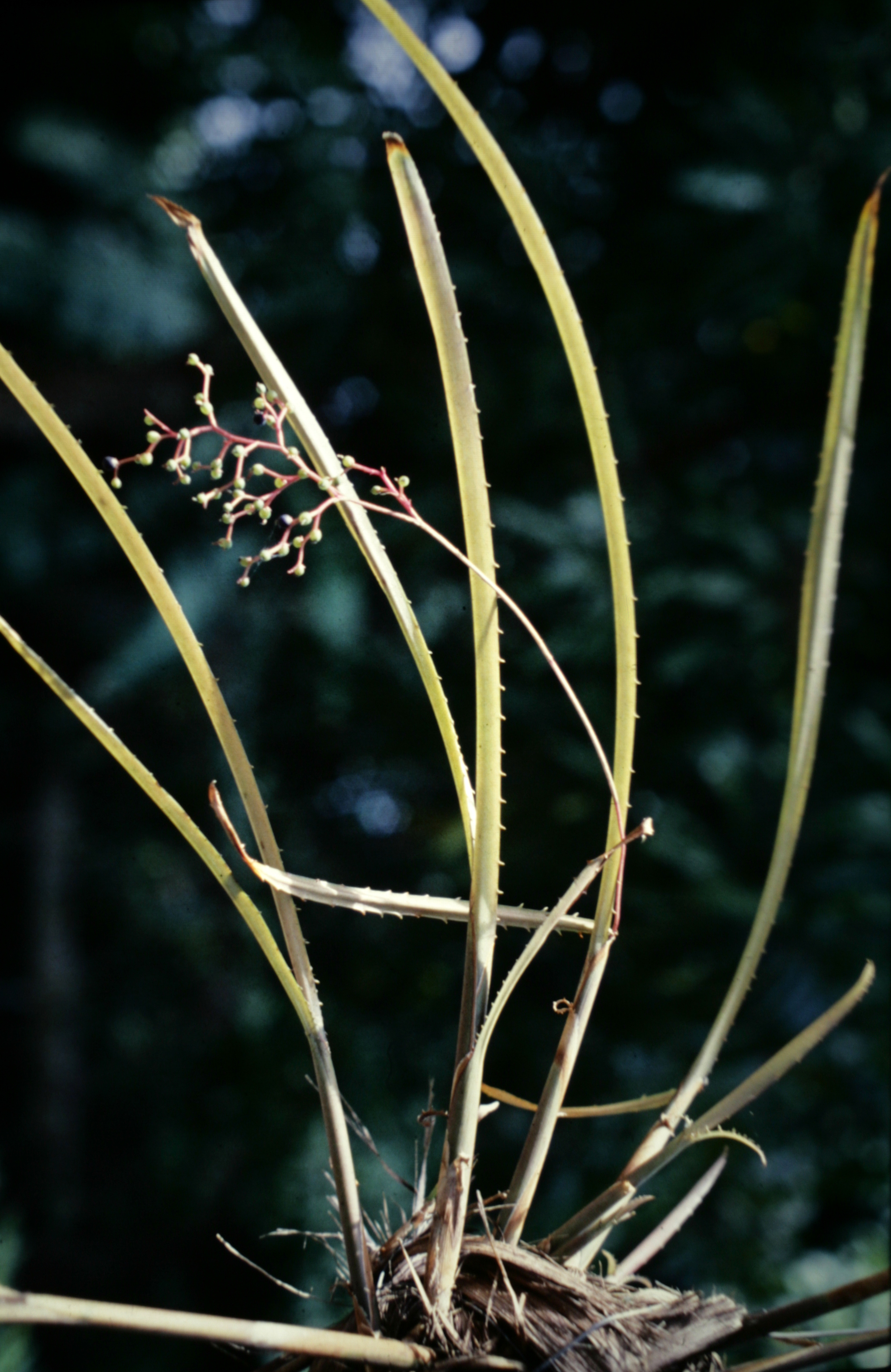
Habitus, bewehrte Laubblätter und Fruchtstand von Araeococcus flagellifolius

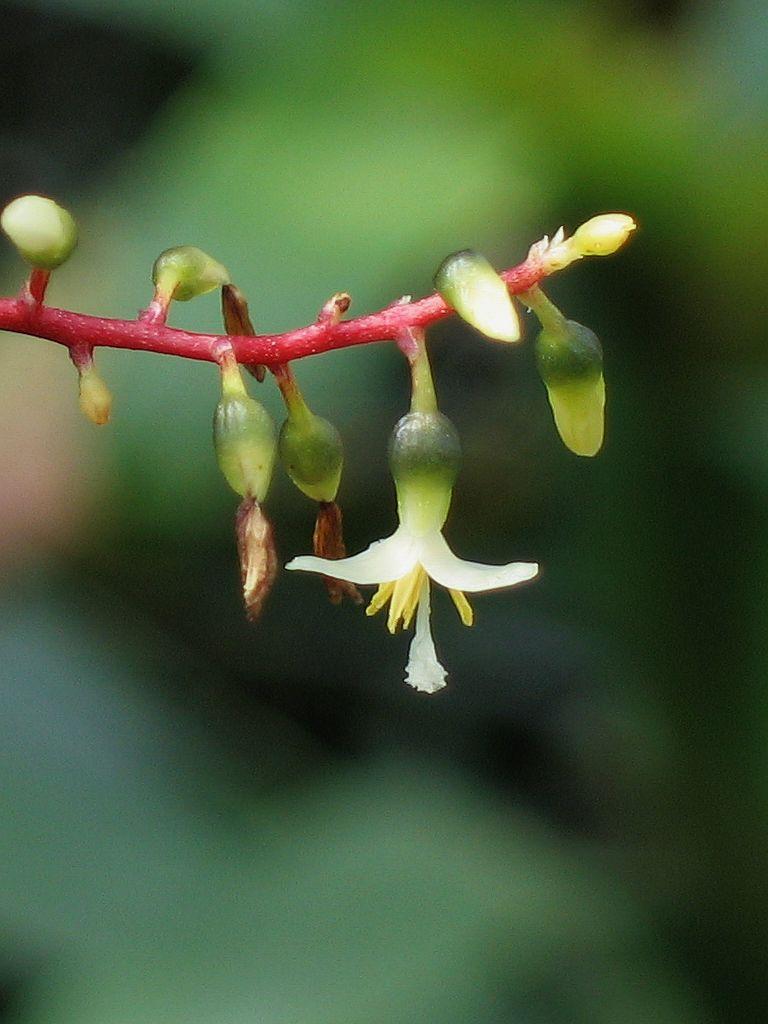
Ausschnitt eines Blütenstandes mit dreizähliger Blüte im Detail von Araeococcus parviflorus

An aufrechten bis überhängenden Blütenstandsschäften befinden sich verzweigte, doppelt- oder mehrfachtraubige Blütenständen (Infloreszenzen) in denen vielen Blüten meist locker angeordnet sind. An den Blütenständen sitzen relativ unauffällige Hochblätter (Brakteen).
Die gestielten, relativ unscheinbaren, zwittrigen Blüten sind radiärsymmetrisch und dreizählig mit doppelter Blütenhülle (Perianth). Es sind drei Kelchblätter vorhanden. Die drei freien Kronblätter sind grün oder violett. Es sind zwei Kreis mit je drei Staubblättern vorhanden. Drei Fruchtblätter sind zu unterständigen Fruchtknoten verwachsen.
Die Blütenformel lautet: {\displaystyle \star \;K_{3}\;C_{3}\;A_{3+3}\;G_{\overline {(3)}}}
Es werden saftarme Beeren gebildet.

## Systematik und Verbreitung
Adolphe Brongniart stellte die Gattung Araeococcus 1841 mit der Typusart Araeococcus micranthus Brongn. in Annales des Sciences Naturelles; Botanique, Ser. 2, 15, S. 370 auf. Der Gattungsname Araeococcus leitet sich vom griechischen Wort araios für dünn und dem lateinischen Wort coccum für Beere ab.
Das neotropische Verbreitungsgebiet der Gattung Araeococcus reicht von Costa Rica über Venezuela, Kolumbien, Bolivien bis Brasilien, sowie Trinidad und Tobago.
Es gibt etwa neun Araeococcus-Arten (Stand 2014):
- Araeococcus chlorocarpus (Wawra) Leme & J.A.Siqueira: Sie kommt in den brasilianischen Bundesstaaten Pernambuco, Bahia sowie Alagoas vor.[2]
- Araeococcus flagellifolius Harms: Sie gedeiht epiphytisch an Bäumen und Felsen im tropischen Regenwald und in der Savanne in Höhenlagen von 150 bis 240 Metern im Einzugsgebiet des Orinoco sowie Amazonas in Kolumbien, Venezuela, Surinam sowie Brasilien.[2]
- Araeococcus goeldianus L.B.Sm.: Sie gedeiht epiphytisch an Bäumen und Felsen in Höhenlagen von 10 bis 80 Metern nur im brasilianischen Bundesstaat Amapá.[2]
- Araeococcus micranthus Brongn.: Sie ist in Venezuela, Brasilien, Guayana und auf den Inseln Trinidad sowie Tobago verbreitet.: Sie gedeiht selten terrestrisch, meist epiphytisch in unterschiedlichen Waldtypen in Höhenlagen von 80 bis 470 Metern.[2]
- Araeococcus montanus Leme: Sie gedeiht epiphytisch nur im brasilianischen Bundesstaat Bahia.[2]
- Araeococcus nigropurpureus Leme & J.A.Siqueira: Sie wurde 2007 aus dem brasilianischen Bundesstaat Bahia erstbeschrieben. Sie gedeiht epiphytisch in Höhenlagen von etwa 130 Metern.[2]
- Araeococcus parviflorus (Mart. ex Schultes & Schultes f.) Lindman: Sie gedeiht terrestrisch oder epiphytisch in Wäldern in Höhenlagen von 30 bis 100 Metern nur im brasilianischen Bundesstaat Bahia.[2]
- Araeococcus pectinatus L.B.Sm.: Sie gedeiht epiphytisch in Regenwäldern in Höhenlagen von 30 bis 540 Metern in Costa Rica sowie Kolumbien.[2]
- Araeococcus sessiliflorus Leme & J.A.Siqueira: Sie wurde 2007 aus dem brasilianischen Bundesstaat Bahia erstbeschrieben. Sie gedeiht epiphytisch im feuchten Mata Atlântica in Höhenlagen von 50 bis 650 Metern.[2]

## Nutzung
Man findet Araeococcus-Arten selten in privaten Sammlungen, aber in einigen botanischen Gärten.